# 朱利奥·贝莱蒂
朱利奥·贝莱蒂（義大利語：Giulio Belletti，1957年5月23日—），意大利前男子排球运动员。他曾代表意大利国家队参加1980年夏季奥林匹克运动会排球比赛，结果队伍未能获得奖牌。